# Callosciurus melanogaster
Callosciurus melanogaster es una especie de roedor de la familia Sciuridae.

## Distribución geográfica
Es endémico de las selvas de las islas Mentawai (Indonesia).

## Estado de conservación
Está amenazada por la pérdida de hábitat.